# Pau Orriols i Ramon
Pau Orriols i Ramon (Vilanova i la Geltrú, Garraf, 1958) és un flabiolaire i un lutier d'instruments de vent-fusta especialitzat en instruments de música tradicional i barroca com la gralla, el flabiol, la tenora, el tible, l'oboè barroc o el fagot.
La seva relació amb el món de la música comença a través de la colla castellera dels Bordegassos de Vilanova. Orriols va començar a la colla com a casteller, però al cap d'un temps es va veure atret per la gralla, l'instrument que acompanyava la colla en les diades castelleres. Als anys setanta, el món de la gralla es trobava en un moment de decadència en què ja no en quedaven constructors i la majoria dels grallers ja eren grans. Per aquest motiu, Orriols va haver de començar a tocar amb una dolçaina valenciana en fa amb el forat pel dit petit tapat, canyes de tenora i un tudell fet per un llauner de Vilanova. Per aquest motiu, el seu cosí Xavier Orriols, va començar a fabricar gralles i ell, amb uns quinze anys, va decidir intentar-ho.
Més endavant, per motius de salut va deixar de tocar la gralla i va començar a aprendre a tocar el flabiol i a construir-ne algun model. Va presentar algun dels seus models a Jordi León —una figura molt important dins del món del flabiol— i varen començar a treballar plegats. Després dels flabiols, tornaria a la canya doble amb instruments com l'oboè, el fagot, el tible o la tenora.